# Martigny-Combe
Martigny-Combe ist eine Munizipalgemeinde und eine Burgergemeinde im Bezirk Martigny im französischsprachigen Teil des Schweizer Kantons Wallis. Der Hauptort der Gemeinde ist La Croix (auch Martigny-Croix genannt).

## Geographie
Martigny-Combe liegt im Schnittpunkt zweier Strassenverkehrsachsen. Die in La Croix endende Autostrasse A21 führt als Hauptstrasse 21 weiter über den Grossen Sankt Bernhard nach Italien, die vom Endpunkt der Autostrasse aus abzweigende Hauptstrasse 202 führt von La Croix aus über den Col de la Forclaz nach Frankreich.
Die Gemeinde besteht aus La Croix und mehreren Weilern.

## Geschichte
Im Mittelalter gehörte das nachmalige Martigny-Combe zur Kastlanei Martigny. 1475 wurde es, wie das gesamte Unterwallis, von den sieben Oberwalliser Zehnden erobert. 1833 widersetzten sich die Bewohner der Revision des Bundesvertrags und zogen an der Bastonnade de Martigny gegen dessen liberale Anhänger.
Der Ort gehörte bis 1841 politisch zur Gemeinde Martigny und bildet seither eine eigene Gemeinde. 1845 spaltete sich La Bâtiaz, 1899/1900 Trient von Martigny-Combe ab. Kirchlich gehört Martigny-Combe noch heute zu Martigny; es wird von den Augustiner-Chorherren des Hospizes auf dem Grossen St. Bernhard betreut.

## Politik
Die Exekutive von Martigny-Combe, der Conseil communal, besteht aus sieben Mitgliedern. Die parteipolitische Zusammensetzung für die Legislaturperiode 2021–2024 ist folgendermassen: FDP 3, CVP 2, Grüne 1, SP 1. Gemeindepräsidentin ist Florence Carron Darbellay (CVP).
Bei den Schweizer Parlamentswahlen 2019 betrugen die Wähleranteile in der Gemeinde Martigny-Combe: CVP 23,9 %, FDP 23,3 %, SP 18,0 %, Grüne 15,6 %. SVP 13,8 %.

## Bevölkerung
| Bevölkerungsentwicklung | Bevölkerungsentwicklung | Bevölkerungsentwicklung | Bevölkerungsentwicklung | Bevölkerungsentwicklung | Bevölkerungsentwicklung | Bevölkerungsentwicklung | Bevölkerungsentwicklung | Bevölkerungsentwicklung | Bevölkerungsentwicklung | Bevölkerungsentwicklung | Bevölkerungsentwicklung |
| ----------------------- | ----------------------- | ----------------------- | ----------------------- | ----------------------- | ----------------------- | ----------------------- | ----------------------- | ----------------------- | ----------------------- | ----------------------- | ----------------------- |
| Jahr                    | 1850                    | 1888                    | 1900                    | 1950                    | 2000                    | 2010                    | 2012                    | 2014                    | 2016                    | 2018                    | 2020                    |
| Einwohner               | 1332 (mit Trient)       | 1714                    | 1167                    | 1051                    | 1731                    | 2199                    | 2310                    | 2324                    | 2305                    | 2315                    | 2333                    |

Nach Angaben aus Meyers Konversationslexikon hatte Martigny la Ville um 1888 1'525, Martigny le Bourg 1'303 und Martigny-Combe 1'714 Einwohner.

## Persönlichkeiten
- Christophe Darbellay (* 1971), Politiker (Die Mitte), Staatsrat, ehemaliger Nationalrat und Präsident CVP, wohnt in Martigny-Combe